# Inamicul (Star Trek: Generația următoare)
„Inamicul” (The Enemy) este cel de-al șaptelea episod al celui de-al treilea sezon al serialului științifico-fantastic „Star Trek: Generația următoare”, cel de-al 55-lea episod în total.

## Vezi și
- 1989 în științifico-fantastic